# Maria Helena
Maria Helena este un oraș în Paraná (PR), Brazilia.